# Die fidelen Mölltaler

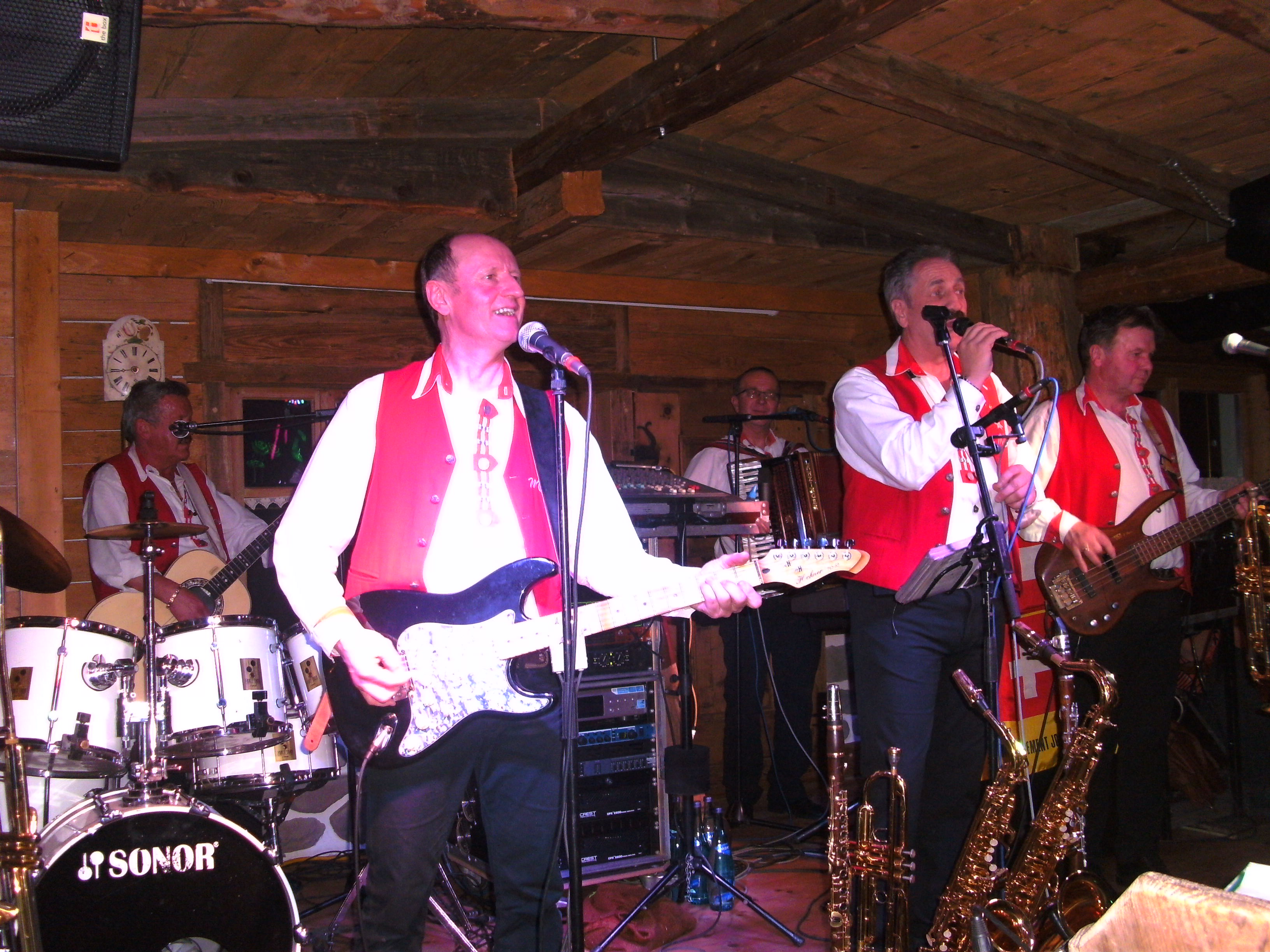
Die fidelen Mölltaler

Die fidelen Mölltaler, bis 1999 die original fidelen Mölltaler, waren ein Quintett der volkstümlichen Musik aus Kärnten.

## Geschichte
Der aus dem Bezirk Spittal an der Drau stammende Huby Mayer gründete die Gruppe 1971 im Alter von 17 Jahren gemeinsam mit Josef „Sepp“ Ladinig († 2024), Lucky Ladstätter († 29. November 2021), Peter Pichler und Wolfgang Kaufmann unter dem Namen Die original fidelen Mölltaler. Ihren ersten öffentlichen Auftritt hatten die fünf Anfang Oktober 1971 beim Lobersberger Kirchtag in der Gemeinde Rangersdorf. Ab 1975 waren die Musiker als Profis tätig und traten vor allem mit eigenen, sämtlich von Huby Mayer komponierten Liedern auf. Wegen der besseren Angebote verlegten sie ihren Sitz in die Schweiz, wo sie am Beginn ihrer Karriere en ganzes Jahr in verschiedenen Hotels spielten. Mit dem Lied „Warum nur, das frag ich dich“ für das sie im Jahr 1979 ihre erste Goldene Schallplatte erhielten, feierten sie ihren Durchbruch. In der Folge traten sie regelmäßig bei verschiedenen Gelegenheiten auf, etwa 18 Jahre lang beim Sulmtaler Kirchtag in der Steiermark. Sie unternahmen Tourneen auf alle Kontinente und traten zum Beispiel in Brasilien, Kanada oder Thailand sowie auf Kreuzfahrtschiffen auf.
Ab 1999 trat die Gruppe unter dem Namen Die fidelen Mölltaler auf und veröffentlichte über 1000 Titel aus der Feder Huby Mayers. Mit 59 veröffentlichten Alben und mehr als einer Million verkaufter Tonträger gehören die Mitbegründer des neueren volkstümlichen Schlagers zu den erfolgreichsten Gruppen der volkstümlichen Musikszene. Für ihre Erfolge wurden sie mit 22 goldenen, acht Platin sowie je einer Diamant- und Titanschallplatte ausgezeichnet. Außerdem erhielten sie für den millionsten Verkauf den Kristallglobus und wurden mit dem Kärntner Kulturpreis ausgezeichnet.
2016 gab die Gruppe ihren Abschied bekannt und beendete ihre Karriere mit einer Abschiedstournee, bei der sie unter anderem im Salzburger Festspielhaus und in der Schweiz auftraten.

## Diskografie

### Alben
| Jahr                           | Titel                             | Höchstplatzierung, Gesamtwochen, AuszeichnungChartplatzierungen (Jahr, Titel, Platzierungen, Wochen, Auszeichnungen, Anmerkungen) | Höchstplatzierung, Gesamtwochen, AuszeichnungChartplatzierungen (Jahr, Titel, Platzierungen, Wochen, Auszeichnungen, Anmerkungen) | Anmerkungen |
| Jahr                           | Titel                             | AT | CH | Anmerkungen |
| ------------------------------ | --------------------------------- | --- | --- | ----------- |
| Die original fidelen Mölltaler |                                   | | |             |
|                                |                                   | | |             |
| 1981                           | Autofahrer unterwegs              | AT6 (8 Wo.)AT | — |             |
| 1982                           | Ja die Musik                      | AT5 (10 Wo.)AT | — |             |
| 1983                           | Liebe ist mehr als ein Wort       | AT13 (10 Wo.)AT | — |             |
| 1984                           | Gold, Platin und Diamant          | AT14 (4 Wo.)AT | CH15 (7 Wo.)CH |             |
| 1985                           | Heimatmelodie                     | AT22 (4 Wo.)AT | — |             |
| 1985                           | Heimatlieder                      | — | CH25 (1 Wo.)CH |             |
| 1985                           | Romantica                         | AT17 (4 Wo.)AT | — |             |
| 1986                           | Es ist Zeit, um nachzudenken      | AT27 (2 Wo.)AT | — |             |
| 1986                           | Happy Night                       | AT24 (4 Wo.)AT | — |             |
| 1986                           | Der Huba mit der Tuba             | AT22 (2 Wo.)AT | — |             |
| 1987                           | Wunderwelt der Liebe              | AT18 (6 Wo.)AT | — |             |
| 1989                           | Urlaubsträume                     | AT28 (2 Wo.)AT | — |             |
| 1994                           | Engel der Nacht                   | AT34 (3 Wo.)AT | — |             |
| 1996                           | Die Heimat im Herzen              | AT40 (2 Wo.)AT | — |             |
| 1999                           | Weil die Musik vom Leben erzählt  | — | CH50 (1 Wo.)CH |             |
| Die fidelen Mölltaler          |                                   | | |             |
|                                |                                   | | |             |
| 2000                           | Liebe ist mehr als ein Wort       | AT49 (1 Wo.)AT | — |             |
| 2004                           | Ein frohes Wiederseh’n            | AT56 (2 Wo.)AT | — |             |
| 2005                           | Am stillen Bergsee                | AT51 (1 Wo.)AT | — |             |
| 2006                           | Meine Freunde sind die Berge      | AT49 (2 Wo.)AT | — |             |
| 2007                           | Musik ist mein Zuhause            | AT67 (1 Wo.)AT | — |             |
| 2008                           | Schenke mir deine Freundschaft    | AT67 (2 Wo.)AT | — |             |
| 2011                           | 40 Jahre – 20 neue Titel          | AT23 (8 Wo.)AT | CH66 (1 Wo.)CH |             |
| 2013                           | Geht die Musi auf Reisen          | AT4 (5 Wo.)AT | CH78 (1 Wo.)CH |             |
| 2014                           | Die frohe Fahrt                   | AT14 (6 Wo.)AT | CH60 (1 Wo.)CH |             |
| 2015                           | Du bist für mi …                  | AT49 (2 Wo.)AT | — |             |
| 2016                           | Einen Bergkristall hab ich gesehn | AT4 (10 Wo.)AT | CH22 (5 Wo.)CH |             |
| 2017                           | Weil Träume nicht verboten sind   | AT28 (8 Wo.)AT | CH36 (2 Wo.)CH |             |
| 2018                           | Das Beste vom Besten              | AT46 (6 Wo.)AT | — |             |

grau schraffiert: keine Chartdaten aus diesem Jahr verfügbar
Weitere Alben
- 1974 – Lustig sa ma allemal
- 1975 – Wir kommen wieder
- 1976 – Mit Musik auf Reisen
- 1977 – Freude an Musik
- 1978 – Heut wolln wir lustig sein
- 1979 – Heimattreue
- 1980 – Sehnsucht nach dem Heimatland
- 1980 – Stützli-Sex
- 1982 – Heute spiele ich ein Lied für dich
- 1983 – So schön ist unsere Welt
- 1984 – Zum Geburtstag viel viel Glück
- 1987 – Musik bringt Freude ins Haus
- 1987 – Mit Musik ins Wochenende
- 1988 – Der Duft der roten Rosen
- 1988 – Fern der Heimat
- 1990 – Feierabend
- 1990 – Musik ist grenzenlos
- 1991 – Unser neues Motto
- 1991 – Fyraabig
- 1992 – Das schönste Souvenir
- 1992 – Amore mio
- 1994 – So sind wir
- 1995 – Ein Meer voll Sehnsucht
- 1996 – Goldene Schlagerromantik
- 1997 – Wo die Erde am Schönsten ist
- 1998 – Weil die Musik vom Leben erzählt
- 2001 – Mutter Erde
- 2001 – 30 Jahre (Best-of-Zusammenstellung)
- 2002 – Die schönste Sprache der Welt
- 2003 – Oh Mamma mia
- 2007 – Eine Herde weißer Schafe
- 2009 – Einen schönen Abend
- 2010 – Gemeinsame Jahre